# Ulrich Salchow
Karl Emil Julius Ulrich (Ulrich) Salchow (Kopenhagen, 7 augustus 1877 – Stockholm, 19 april 1949) was een Zweeds kunstschaatser. Salchow domineerde het kunstrijden bij de mannen in het eerste decennium van de 20e eeuw.

## Biografie

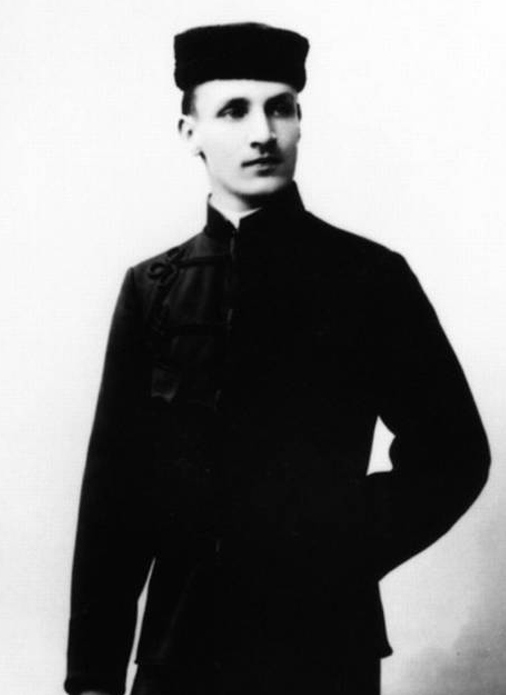
Salchow, circa 1908

In 1897, 1899 en 1900 eindigde hij drie keer als tweede bij de wereldkampioenschappen kunstschaatsen. Van 1901-1905 en 1907-1911 werd tien keer wereldkampioen. Dit is nog steeds een record welke alleen de Noorse Sonja Henie bij de vrouwen kon evenaren (1927-1936).
Op het EK kunstschaatsen veroverde hij negen keer de Europese titel.
Op de Olympische Spelen van 1908 in Londen werd hij olympisch kampioen bij het kunstschaatsen voor mannen.
In 1909 was Ulrich Salchow de eerste persoon die in wedstrijdverband de schaatssprong uitvoerde die later naar hem vernoemd werd.
Na zijn actieve carrière als wedstrijdrijder werd hij sportbestuurder. Zo was hij onder meer voorzitter van de Internationale Schaatsunie van 1925 tot 1937.

## Belangrijke resultaten
| Kampioenschap          | 1897   | 1898 | 1899   | 1900   | 1901  | 1902 | 1903 | 1904 | 1905 | 1906 | 1907 | 1908 | 1909 | 1910 | 1911 |  | 1913 |  | 1920 |
| ---------------------- | ------ | ---- | ------ | ------ | ----- | ---- | ---- | ---- | ---- | ---- | ---- | ---- | ---- | ---- | ---- |  | ---- |  | ---- |
| Olympische Spelen      |        |      |        |        |       |      |      |      |      |      |      | Goud |      |      |      |  |      |  | 4e   |
| Wereldkampioenschap    | Zilver |      | Zilver | Zilver | Goud  | Goud | Goud | Goud | Goud |      | Goud | Goud | Goud | Goud | Goud |  |      |  |      |
| Europees kampioenschap |        | Goud | Goud   | Goud   | Brons |      |      | Goud |      | Goud | Goud |      | Goud | Goud |      |  | Goud |  |      |

1908: Ulrich Salchow ·
1920: Gillis Grafström ·
1924: Gillis Grafström ·
1928: Gillis Grafström ·
1932: Karl Schäfer ·
1936: Karl Schäfer ·
1948: Richard Button ·
1952: Richard Button ·
1956: Hayes Alan Jenkins ·
1960: David Jenkins ·
1964: Manfred Schnelldorfer ·
1968: Wolfgang Schwarz ·
1972: Ondrej Nepela ·
1976: John Curry ·
1980: Robin Cousins ·
1984: Scott Hamilton ·
1988: Brian Boitano ·
1992: Viktor Petrenko ·
1994: Aleksej Oermanov ·
1998: Ilja Koelik ·
2002: Aleksej Jagoedin ·
2006: Jevgeni Pljoesjtsjenko ·
2010: Evan Lysacek ·
2014: Yuzuru Hanyu ·
2018: Yuzuru Hanyu ·
2022: Nathan Chen
- Gemeinsame Normdatei: 12789134X
- Virtual International Authority File: 311326591
- WorldCat: E39PBJcccc9bCtxmrGwX7HKcfq